# Hodophylax
Hodophylax är ett släkte av tvåvingar. Hodophylax ingår i familjen rovflugor.
Kladogram enligt Catalogue of Life:
| Hodophylax | \| \| Hodophylax aridus \| \| \| \| \| \| Hodophylax basingeri \| \| \| \| \| \| Hodophylax halli \| \| \| \| \| \| Hodophylax tolandi \| \| \| \| |
|            | \| \| Hodophylax aridus \| \| \| \| \| \| Hodophylax basingeri \| \| \| \| \| \| Hodophylax halli \| \| \| \| \| \| Hodophylax tolandi \| \| \| \| |
|            | Hodophylax aridus |
|            | |
|            | Hodophylax basingeri |
|            | |
|            | Hodophylax halli |
|            | |
|            | Hodophylax tolandi |
|            | |